# Aeroportul Municipal Hampton
Aeroportul Municipal Hampton (IATA: HPT, ICAO: KHPT, FAA LID: HPT) este un aeroport din Iowa, Statele Unite ale Americii.
Situat la o altitudine de 358,53624 m, aeroportul dispune de 1 pistă.

## Infrastructură

### Piste
Aeroportul dispune de o singură pistă. Pista 17/35 are suprafața de beton și dimensiunile 4.020 picioare × 75 picioare. 